# Antoine Sablon
Pour les articles homonymes, voir Sablon.
Antoine Sablon, né le 3 mai 1750 à Clermont-Ferrand et décédé le 13 août 1811 dans cette même ville, était un homme politique français. Il a été maire de Clermont-Ferrand à deux reprises : de 1791 à 1792 puis de 1800 à 1805.

## Biographie
Antoine Sablon est né le 3 mai 1750 dans l’ancienne rue de L’Écu, devenue aujourd’hui l'avenue des États-Unis. Il était issu d’une famille de marchands tanneurs originaire de Riom qui s'était établie à Clermont-Ferrand dans les premières années du 18e siècle pour exercer l'activité de marchands drapiers. Son père, Pierre-Nicolas Sablon, avait épousé en 1746 une certaine Jeanne Mallet. Antoine Sablon s'est marié en 1776 avec Gabrielle Vazeille ; l'une de leurs filles, Marie-Rose Sablon, a épousé en 1800 Anne-Alexis de Trenqualye, colonel d’état-major, baron de l’Empire et député du Puy-de-Dôme.
En 1790 il devint membre du Grand Orient de France.
Il est mort à Clermont-Ferrand en août 1811. Le journal du Puy-de-Dôme lui consacra dans son édition du 21 aout 1811 un éloge en vers latins, rendant hommage à sa simplicité et à ses grandes vertus. Il est inhumé au cimetière des Carmes de Clermont-Ferrand (allée 12).
Une des plus belles artères de Clermont-Ferrand porte son nom : le cours Sablon prolonge le boulevard Trudaine et se termine à l'intersection avec le boulevard Gergovia, à l'angle du jardin Lecoq.

## Carrière
Sous l'Ancien Régime, il est échevin de Clermont-Ferrand en 1782-1783.
Il a été maire de Clermont-Ferrand à deux reprises : de 1791 à 1792 et de 1800 à 1805 et avait la réputation d'être un homme généreux et serviable. Durant ses mandats, il a œuvré pour l'embellissement de sa ville. C’est à lui que l'on doit la transformation de l’ancienne enceinte en boulevards. Il fut nommé président du Conseil électoral, il fut fait membre de la Légion d’honneur, puis créé chevalier de l’Empire par lettres patentes du 23 mai 1810 qui lui conféraient les armes nouvelles : « d’or au chevron de gueules chargé du signe des chevaliers légionnaires accompagnés en chef de deux étoiles d’azur et en pointe d’un lévrier courant de même surmonté d’une tête de coq arrachée de sable crêtée et barbée de gueules ».
Il est inhumé au cimetière des Carmes de Clermont-Ferrand.

## Mandats
- Maire de Clermont-Ferrand (1791-1792)
- Maire de Clermont-Ferrand (1800-1805)